# ディミトリ・ティオムキン
ディミトリー・ティオムキン（Dimitri Tiomkin, 本名: Dimitri Zinovievich Tiomkin, 1895年5月10日 - 1979年11月11日）は、映画音楽の作曲家で指揮者。マックス・スタイナー、ミクロス・ロージャ、フランツ・ワックスマンとならぶハリウッド映画の作曲家。

## 生涯
ロシア帝国領ウクライナのクレメンチュークで生まれ、ロシアのサンクトペテルブルク音楽院で教育を受ける。1925年にアメリカに移住し、1937年に市民権を取得する。
ロシア革命後に帰国し演劇活動を再開していたニコライ・エヴレイノフに協力して、1919年10月25日に革命三周年を記念して上演された野外スペクタクル『冬宮奪取』に音楽を提供している。彼は東欧の音楽の影響を受けていたが、フランク・キャプラ監督の『失はれた地平線』（1937年）、『我が家の楽園』（1938年）、『スミス都へ行く』（1939年）、『素晴らしき哉、人生!』（1946年）のような典型的なアメリカ映画の音楽を作曲することができた。 
代表作にアカデミー作曲賞・アカデミー歌曲賞を受賞したフレッド・ジンネマン監督の『真昼の決闘』（1952年）がある。ジョン・ウェイン主演の『紅の翼』（1954年）でも再びアカデミー作曲賞を受賞した。
その後もクラシック音楽に基づいた映画音楽を作曲する。『ジャイアンツ』（1956年）、『友情ある説得』（1956年）、『OK牧場の決斗』（1957年）、『リオ・ブラボー』（1959年）、『アラモ』（1960年）、『非情の町』（1961年）『北京の55日』（1963年）、『ローマ帝国の滅亡』（1964年）などである。
映画のみならず『ローハイド』（1959年）のようなテレビ番組でも印象的なテーマ音楽を残している。テレビ番組『ワイルド・ワイルド・ウェスト』ではテーマ音楽を書いたが、彼のテーマはロバート・マーコウィッツ監督とともにプロデューサーに拒否されることとなった。
1979年、ロンドンで没。カリフォルニア州のグレンデルのフォレストローン共同墓地に埋葬された。

## 主な担当作品
- 悪漢の唄 -The Rogue Song (1930)
- 復活  -Resurrection (1931)
- 不思議の国のアリス -Alice in Wonderland (1933)
- 紐育・ハリウッド -Broadway to Hollywood (1933)
- 浮かれ姫君 -Naughty Marietta (1935)
- 私の行状記 -I Live My Life (1935)
- 狂恋 -Mad Love (1935)
- 失はれた地平線 - Lost Horizon (1937)
- グレート・ワルツ -The Great Waltz (1938)
- 我が家の楽園 - You Can't Take It with You (1938)
- 北海の子  -Spawn of the North (1938)
- コンドル  -Only Angels Have Wings (1939)
- スミス都へ行く - Mr. Smith Goes to Washington (1939)
- 西部の男 - The Westerner (1940)
- ラッキー・パートナー -Lucky Partners (1940)
- 群衆 - Meet John Doe (1941)
- コルシカの兄弟 -The Corsican Brothers  (1941)
- 疑惑の影 -Shadow of a Doubt (1942)
- 情怨の谷 -The Bridge of San Luis Rey (1944)
- 逃亡者  -The Impostor (1944)
- ザ・バトル・オブ・チャイナ  -The Battle of China (1944)
- ターザンと豹女 -Tarzan and the Leopard Woman (1945)
- 犯罪王ディリンジャー -Dillinger (1945)
- 暗い鏡  -The Dark Mirror (1946)
- 素晴らしき哉、人生! - It's a Wonderful Life (1946)
- 白昼の決闘 -Duel in the Sun (1946)
- ジェニーの肖像 (1948) -Portrait of Jennie　作曲 /音楽監督
- 赤い河 - Red River (1948)
- 絶海のターザン -Tarzan and the Mermaids (1948)
- 赤い灯 -Red Light (1949)
- カナダ平原 -Canadian Pacific (1949)
- チャンピオン  -Champion (1949)
- 都会の牙 -D.O.A.  (1950)
- シラノ・ド・ベルジュラック -Cyrano de Bergerac (1950)
- 井戸  -The Well (1951)
- 南部に轟く太鼓  -Drums in the Deep South (1951)
- 北京超特急  -Peking Express (1951)
- 見知らぬ乗客 - Strangers on a Train (1951)
- 遊星よりの物体X -The Thing from Another World (1951)
- 午後の喇叭 - Bugles in the Afternoon (1952)
- ４つのポスター - The Four Poster (1952)
- 白昼の脱獄  -My Six Convicts (1952)
- 果てしなき蒼空 -The Big Sky  (1952)
- 真昼の決闘 - High Noon (1952)
- あの高地を取れ  -Take the High Ground! (1953)
- 白人酋長 -His Majesty O'Keefe (1953)
- 吹き荒ぶ風  -Blowing Wild (1953)
- 楽園に帰る -Return to Paradise (1953)
- 私は告白する -I Confess  (1953)
- 人妻の危機  -Jeopardy (1953)
- 紅の翼  -The High and the Mighty (1954)
- コマンド  -The Command (1954)
- ダイヤルMを廻せ! - Dial M for Murder (1954)
- 熱砂の女盗賊 -The Adventures of Hajji Baba (1954)
- 軍法会議 -The Court-Martial of Billy Mitchell (1955)
- 荒野の貴婦人 -Strange Lady in Town (1955)
- ピラミッド -Land of the Pharaohs   (1955)
- ジャイアンツ -Giant (1956)
- テーブル・ロックの決闘 -Tension at Table Rock  (1956)
- 友情ある説得 -Friendly Persuasion (1956)
- OK牧場の決斗 -Gunfight at the O.K. Corral (1957)
- 世界の楽園 -Search for Paradise (1957)
- 野性の息吹き -Wild Is the Wind (1957)
- 夜の道  -Night Passage (1957)
- 老人と海  -The Old Man and the Sea (1958)
- ローハイド -"Rawhide"(1959-1966) テレビシリーズ
- ガンヒルの決斗 -Last Train from Gun Hill (1959)
- リオ・ブラボー - Rio Bravo  (1959)
- 許されざる者 - The Unforgiven (1960)
- アラモ - The Alamo (1960)
- サンダウナーズ -The Sundowners (1960)
- ナバロンの要塞 -The Guns of Navarone  (1961)
- 非情の町 -Town Without Pity  (1961)
- 北京の55日 -55 Days at Peking  (1963)
- サーカスの世界 -Circus World (1964)
- 36時間 -36 Hours  (1964)
- ローマ帝国の滅亡 -The Fall of the Roman Empire  (1964)
- 戦う幌馬車 - The War Wagon (1967)
- キャサリン大帝 -Great Catherine (1968)
- チャイコフスキー -Chaikovskiy (1969) 製作/音楽

## 受賞歴

### アカデミー賞
受賞
1953年 アカデミードラマ・コメディ音楽賞、アカデミー歌曲賞(Do Not Forsake Me, Oh, My Darlin) ※作曲:『真昼の決闘』
1955年 アカデミードラマ・コメディ音楽賞:『紅の翼』
1959年 アカデミードラマ・コメディ映画音楽賞:『老人と海』
ノミネート
1940年 アカデミー音楽賞:『スミス都へ行く』
1943年 アカデミードラマ音楽賞:『コルシカの兄弟』
1944年 アカデミードラマ音楽賞:『月と六ペンス』
1945年 アカデミードラマ音楽賞:『情怨の谷』
1950年 アカデミードラマ・コメディ音楽賞:『チャンピオン』
1955年 アカデミー歌曲賞(The High and the Mighty) ※作曲:『紅の翼』
1957年 アカデミー劇・喜劇映画音楽賞:『ジャイアンツ』
1957年 アカデミー歌曲賞 (Thee I Love) ※作曲:『友情ある説得』
1958年 アカデミー歌曲賞 (Wild Is the Wind) ※作曲:『野性の息吹き』
1960年 アカデミー歌曲賞 (Strange Are the Ways of Love)※作曲:『The Young Land』
1961年 アカデミードラマ・コメディ映画音楽賞、アカデミー歌曲賞 (The Green Leaves of Summer)※作曲:『アラモ』
1962年 アカデミードラマ・コメディ映画音楽賞:『ナバロンの要塞』
1962年 アカデミー歌曲賞 (Town Without Pity)※作曲:『非情の町』
1964年 アカデミー作曲賞、アカデミー歌曲賞 (So Little Time)※作曲:『北京の55日』
1965年 アカデミー作曲賞:『ローマ帝国の滅亡』
1972年 アカデミー音楽賞:『チャイコフスキー』

### ゴールデングローブ賞
受賞
1953年 作曲賞:『真昼の決闘』
1955年 特別賞
1961年 作曲賞:『アラモ』
1962年 作曲賞:『ナバロンの要塞』
1962年 主題歌賞(Town Without Pity) ※作曲:『非情の町』
1965年 作曲賞:『ローマ帝国の滅亡』
1965年 主題歌賞(Circus World) ※作曲:『サーカスの世界』
ノミネート
1952年 作曲賞:『井戸』